# Губернский детский приют (Пермь)
Губернский детский приют Е. И. Любимовой в Перми находился на углу улиц Покровской (Ленина) и Кунгурской (Комсомольский проспект).

## История
Положение о детских приютах было выпущено 27 декабря 1839 г. Губернатор Пермской губернии Илья Иванович Огарев объявил сбор средств на создание приюта в Перми.
В 1850 г. сумма пожертвований достигла 10 тысяч рублей. На углу улиц Покровской и Кунгурской за 11 тысяч 650 рублей было приобретено двухэтажное каменное здание, в котором 1 мая 1850 г. и был открыт приют. Вначале он был рассчитан только на дневное пребывание детей, и в нём было 10 мальчиков и 36 девочек. В 1860 г. начало работать ночлежное отделение на 10 детей — круглых сирот или беднейших родителей. В 1866 г. на Торговой (Советской) улице было открыто убежище для детей бедноты, и там теперь проживали только мальчики, а в губернском приюте — только девочки.
Тем временем, за счёт пожертвований Богородской церкви, купцов-благотворителей и взносов из казны, приют стал располагать более высокими финансовыми возможностями, что позволило сделать к зданию пристрой со стороны Кунгурской улицы, обошедшийся почти в 20 тысяч рублей. Он был открыт 21 ноября 1885 г. в присутствии высших чиновников Перми и торжественно освящён епископом Пермским и Соликамским Ефремом. Этот пристрой стал использоваться для размещения классных комнат и рукодельной, и в нём воспитанницы приюта занимались рукоделием и шитьём. В 1887 г. Анна Степановна Любимова, вдова потомственного почётного гражданина Перми И. Ф. Любимова, передала в дар приюту 2 тысячи рублей.
В 1895 г. к приюту пристроили часть строения по Кунгурской улице. В этом пристрое разместились кулинарные и прачечные классы. Кулинарные классы были созданы не только для воспитанниц приюта, но и для всех желающих обучиться кулинарному мастерству. Здесь также располагалась столовая, в которой готовили сами ученики, а купить недорогие вкусные обеды мог каждый.
В 1897 г. самая старая часть приюта по Покровской улице прошла капитальный ремонт, в ней разместился рекреационный зал. К этому времени основной капитал располагал средствами в 72593 рубля и постоянно пополнялся в том числе за счёт пожертвований семьи Любимовых. Одна из Любимовых, Елизавета Ивановна, вдова советника коммерции И. И. Любимова, четверть века была попечителем приюта. Ежегодные расходы приюта составляли 14 тысяч рублей.
В 1900 г. в приюте проживали уже 95 девочек. Они воспитывались здесь до возраста 16 лет, после чего распределялись по семьям в Перми и Пермской губернии по предварительным заявкам как поварихи, швеи и прачки.
После Октябрьской Революции 1917 г. приют был переименован в детский дом имени К. Маркса. Затем в его здании располагалась татарская школа № 10. В годы Великой Отечественной войны в здании бывшего приюта находился госпиталь, а затем — школа № 82.
С 1992 г. здание стало собственностью Уральского филиала Академии живописи, ваяния и зодчества.